# Julius Roßhirt
Julius K. Roßhirt (* 4. August 1854 in Mannheim; † 15. Oktober 1908 in Karlsruhe) war ein deutscher Wasserbauingenieur und großherzoglich badischer Baubeamter.

## Leben
Geboren als Sohn des späteren Landtags- und Reichstagsabgeordneten Franz Roßhirt und dessen Ehefrau Hedwig Roßhirt geb. Bekk besuchte Julius Roßhirt das Lyceum seiner Heimatstadt Mannheim und studierte an der Technischen Hochschule Karlsruhe und an der Ruprecht-Karls-Universität Heidelberg. In Karlsruhe wurde er 1871 Mitglied des Corps Alemannia. Nach dem am 18. November 1880 bestandenen badischen Staatsexamen war er als Ingenieurpraktikant in Karlsruhe, Konstanz und Mannheim beschäftigt. 1887 wurde er als Ingenieur II. Klasse etatmäßig angestellt, 1890 zum Ingenieur I. Klasse und 1895 zum Bezirksingenieur ernannt. 1896 wurde Roßhirt zur Rheinbauinspektion in Freiburg im Breisgau versetzt und mit der Verwaltung der dortigen Vorstandsstelle betraut. Im Dezember 1897 wurde er unter Verleihung des Titels Wasserbauinspektor zum Zentralinspektor bei der Oberdirektion des Wasser- und Straßenbaus ernannt. 1907 wurde er zum Oberbaurat befördert.
Längere Studienreisen führten Roßhirt nach Schweden und in die Niederlande. Zu seinen Hauptwerken als Ingenieur gehörten der Bau der neuen Schwabentorbrücke in Freiburg und der Ausbau des Karlsruher Rheinhafens. Roßhirt hatte zu seiner Zeit wesentlichen Anteil an der Rheinregulierung und war in beratender Funktion an der Kanalisation von Main und Neckar beteiligt. Als Kommissär des Großherzogtums Baden bei der technischen Kommission der Rheinuferstaaten zur Rheinbefahrung nahm er an den Verhandlungen über Schifffahrtsabgaben und an internationalen Rheinschifffahrtskongressen teil.

## Auszeichnungen
- Ritterkreuz 1. Klasse des großherzoglich badischen Ordens von Zähringer Löwen